# Moore Point
Moore Point är en udde i Antarktis. Den ligger i Västantarktis. Argentina, Chile och Storbritannien gör anspråk på området.
Terrängen inåt land är kuperad åt nordost, men åt sydväst är den platt. Terrängen runt Moore Point sluttar västerut. Trakten är obefolkad. Det finns inga samhällen i närheten.